# Terengganu

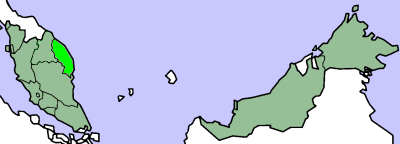
Terengganus läge i Malaysia.

Terengganus flagga.

Terengganu (Terengganu Darul Iman, ترڠڬانو دار الإيما) är en delstat i Malaysia, belägen på Malackahalvöns östkust. Befolkningen uppgick till 1 094 300 invånare år 2008, på en yta av 13 035 kvadratkilometer. Den administrativa huvudorten är Kuala Terengganu, där även sultanen residerar. Terengganus nuvarande statsöverhuvud, sultan Mizan Zainal Abidin, var kung av Malaysia 2006–2011.

## Historia
Den äldsta återfunna inskriften på Malackahalvön är Terengganustenen, som dateras till år 1303, och som bär ett fragment av en lagtext på malajiska skriven med jawivarianten av det arabiska alfabetet. 
Namnet Terengganu är attesterat från 1300-talet. Nagarakertagama, en episk dikt från det javaitiska kungadömet Majapahit, omnämner "Tringgano" som en av ett hundratal tributstater. Det territorium som faktiskt kontrollerades av Majapahit sträckte sig dock inte längre än en del av östra och centrala Java, och de omnämnda tributstaterna var i praktiken handelspartner i ett handelsnätverk där Majapahit var centrum. Majapahit lät skicka dignitärer dit för att fastställa att det inte förekom privathandel som inte kom kungadömet till del.
Terengganu framkom som ett självständigt sultanat år 1724. Det var först under Johors inflytande, men kom under 1800-talet att bli vasall under Siam. År 1909 överfördes det till Storbritannien. Området ockuperades av Japan under andra världskriget. Efter kriget blev Terengganu 1948 del av federationen Malaysia, och blev en delstat i landet vid självständigheten 1957. 

## Administrativ indelning
Terengganu är uppdelat i sju distrikt (huvudorter inom parentes):
- Besut (Kampung Raja)
- Dungun (Kuala Dungun)
- Hulu Terengganu (Kuala Berang)
- Kemaman (Chukai)
- Kuala Terengganu (Kuala Terengganu)
- Marang (Bandar Marang)
- Setiu (Bandar Permaisuri)